# Odd Arne Westad
Odd Arne Westad, född den 5 januari 1960 i Ålesund, är en norsk historiker som specialiserat sig på kalla kriget och nutida östasiatisk historia. Han innehar tjänsten som Elihu Professor i historia och internationella relationer vid Yale University, där han undervisar vid universitetetsinstitution för historiska studier och vid Jackson Institute of Global Affairs. Tidigare innehade han lärostolen S.T. Lee Chair för USA-asiatiska relationer vid Harvard University där han undervisade vid John F. Kennedy School of Government. Westad har också undervisat vid LSE (London School of Economics), där han innehade tjänsten som direktor för LSE IDEAS. Under vårterminen 2019 innehade Westad lärostolen Boeing Company Chair i internationella relationer vid Schwarzman College, Tsinghua University.

## Bakgrund
Efter studier vid Oslos universitet avlade Westad Ph.D.-examen vid University of North Carolina at Chapel Hill under professor Michael H. Hunt. År 1991 utsågs han till direktör för Norska Nobelinstitutet samt adjungerad professor vid Oslos universitet. 1998 lämnade han Oslo för att verka vid avdelningen för internationell historia vid LSE, där han också arbetade vid LSE:s forskningscenter för Asien innan han blev chef för detta 2003.
Under sin tid vid LSE startade Westad 2008 tillsammans med professor Michael Cox upp LSE IDEAS, LSE:s centrum för internationella relationer, diplomati och strategi. Westad talar och skriver förutom sitt modersmål norska även engelska, franska, tyska, mandarin och ryska. Han är en välkänd föreläsare i ett antal länder, i både historia och nutida internationella relationer, speciellt med avseende på Kina och östra Asien.
År 2014 fick han lärostolen S.T. Lee Chair för amerikansk-asiatiska relationer vid Harvard University. Medan han var vid Harvard undervisade Westad i internationella relationer och global historia vid John F. Kennedy School of Government. Vid Harvard var han även "Senior Scholar" vid the Harvard Academy of International and Area Studies. År 2019 övergick Westad till Yale University, där han nu (2019) undervisar i global och internationell historia, både vid dess historiska institutionen och vid Jackson Institute of Global Affairs.

## Forskning och publikationer
Westad är särskilt känd för sin omvärdering av Kalla krigets historia. Hans tolkning understryker konfliktens globala omfattning. Han understryker också de ideologiska ursprungen till konflikten och de långsiktiga effekter den fick i Asien, Afrika och Latinamerika. Termen "global Cold War" (det globala kalla kriget) förknippas ofta med Westads arbeten och används av många historiker och forskare inom humaniora.
Westad är också känd för sin forskning i kinesisk och östasiatisk historia samt samtida internationella relationer. I sina böcker framhåller han kontakterna mellan Kina och resten av världen och påtalar att denna öppenhet inte är något nytt fenomen. Han talar ofta om det nutida Kina som ett, mer än många andra länder, hybridsamhälle, som består av både kinesiska och utländska element. Han har kritiserat Kinas nuvarande utrikespolitik, som han menar är alltför nationalistisk, men förespråkar samarbete istället för isolering.
Westad är redaktör för University of North Carolina Press's bokserie om Kalla kriget, och var den som startade tidskriften Cold War History.
Vid sidan av sin verksamhet vid London School of Economics har Westad haft gästprofessurer vid Cambridge University och New York University. Han har fått forskningsanslag från British Arts and Humanities Research Board, John D. and Catherine T. MacArthur Foundation och Leverhulme Trust. Han har också arbetat som internationell samordnare för den ryske utrikesministerns rådgivande grupp för åtkomst och offentliggörande av arkiv. År 2011 nominerades han som en av två kandidater som president för American Historical Association. Mellan 2013 och 2016 verkade Westad även som Distinguished Visiting Research Professor vid Hong Kong University, och sedan 2016 har han varit gästprofessor vid den historiska avdelningen vid Pekings universitet.
Westad har publicerat femton böcker om internationell historia och nutida internationella relationer, bland annat en ny utgåva av Penguin History of the World (2013). Han var medförfattare tillsammans med Melvyn Leffler till Cambridge History of the Cold War (2010) i tre volymer. Hans Restless Empire: China and the World since 1750 (2012) ger en överblick över Kinas relationer med omvärlden de senaste 250 åren, och The Cold War: A World History (2017) ger en överblick över Kalla kriget och dess långsiktiga effekter. The Times Literary Supplement, som utsåg boken till "en av årets böcker", kallade den för "en bok av rungande stor betydelse för att kunna värdera vår globala framtid såväl som att förstå det förgångna."

## Utmärkelser
Westads bok The Global Cold War: Third World Interventions and the Making of Our Times vann 2006 års Bancroft Prize(en), Michael Harrington Prize of the American Political Science Association och Akira Iriye International History Book Award. Den var också nominerad för Council on Foreign Relations' Arthur Ross Award för bästa bok utgiven de sista två åren om internationella relationer. Restless Empire vann Asia Society's Bernard Schwartz Book Award för 2013. Westad är ledamot av British Academy och Det Norske Videnskaps-Akademi.